# Budic de Vannes
Budic de Vannes (mort vers 1060) est évêque de Vannes de 1037 à sa mort.

## Contexte
D'origine inconnue, Budic succède à l'évêque Judicaël de Vannes. Il apparait dès 1037 aux côtés d'Alain Canhiart, comte de Cornouaille, lors d'une donation de Huélin fils de Bérenger, seigneur du Kemenet-Héboé, et de son épouse Avan lorsque ces derniers cèdent l'« Île Tanghethen » c'est-à-dire l'île Saint-Michel à l'abbaye Sainte-Croix de Quimperlé.
Selon Augustin du Paz, il serait mort après un épiscopat de 28 ans soit en 1065 mais en 1057 d'après Jean-Pierre Leguay....car son successeur Mainguy de Porhoët est mentionné avant le 21 mai 1060 lors d'une donation au coté de Perrenès, abbé de Saint-Sauveur de Redon.

## Sources
- (la) Jean-Barthélemy Hauréau, Gallia Christiana, vol. XIV Provincia Turonensi, Paris, Firmin-Didot, 1856, p. 923 Ecclesia Venentesis XXVI Budicus.
- « Les évêques de Vannes », Nantes, Revue de Bretagne et de Vendée (sous la direction d'Arthur de la Borderie), 1865 (1er semestre), p. 169-200